# Malcolm, 5. Earl of Lennox

Wappen der Earls of Lennox

Malcolm, 5. Earl of Lennox (schottisch-gälisch Máel Coluim II, Earl of Lennox) († 19. Juli 1333 bei Berwick) war ein schottischer Magnat. Er gilt als der erste Angehörige der Familie Lennox, der größere politische Bedeutung erlangte.

## Herkunft
Malcolm Lennox entstammte der Familie Lennox, die seit dem 12. Jahrhundert die führende Adelsfamilie in den südwestlichen Highlands war und sich nach der Region Lennox benannte. Er war ein Sohn seines gleichnamigen Vaters Malcolm, 4. Earl of Lennox. Nach dessen Tod erbte er vermutlich zu Beginn der 1290er Jahre dessen Besitzungen und den Titel Earl of Lennox.

## Rolle während des Thronfolgestreits und im Krieg gegen England bis 1304
Während des Thronfolgestreits nach dem Tod von König Alexander III. unterstützte er die Ansprüche von Robert de Brus. Er unterstützte den Thronanspruch von Brus in dem von 1291 bis 1292 währenden, Great Cause genannten Verfahrens, bei dem schließlich John Balliol zum neuen König bestimmt wurde. Während des Ersten Schottischen Unabhängigkeitskriegs gab er 1297 vor der Schlacht von Stirling Bridge vor, auf der Seite der Engländer zu stehen. Zusammen mit James Stewart verhandelte er vorgeblich mit den Schotten und verzögerte so den englischen Vormarsch über die Brücke. Nach der Flucht der Engländer ließ er deren Gepäckwagen angreifen. Im nächsten Jahr nahm er an der Schlacht bei Falkirk teil, in der die Schotten eine schwere Niederlage erlitten. Aufgrund der hoffnungslosen militärischen Situation ergab er sich aber Anfang 1304 wie die meisten anderen Adligen dem englischen König.

## Wichtiger Unterstützer von Robert Bruce
Als Robert Bruce Anfang 1306 offen gegen den englischen König rebellierte, unterstützte ihn Lennox sofort. Lennox nahm als einer von drei Earls am 25. März 1306 an der Krönung von Bruce teil. Wie die anderen Verbündeten von Bruce erlitt jedoch auch Lennox in den nächsten Monaten schwere Rückschläge im Krieg gegen die Engländer. Der englische König Eduard I. erklärte seinen Titel für verwirkt und vergab ihn an Sir John Menteith, den führenden englischen Unterstützer am Firth of Clyde. Nach den schottischen Niederlagen in den Schlachten bei Methven und Dalry im Sommer 1306 war Lennox ein Flüchtling, der angeblich nur knapp in einem Boot über den Firth of Clyde der Verfolgung durch die Engländer entkommen konnte. Er blieb jedoch einer der wichtigsten Verbündeten von Bruce unterstützte maßgeblich dessen Flucht durch Lennox nach Westschottland und weiter auf die Hebriden oder nach Irland. Dabei zeigte sich die Bevölkerung von Lennox loyal gegenüber ihren Earl. Als Robert I. jedoch nach dem Tod von Eduard I. 1307 nach und nach die Engländer zurückdrängen konnte, erhielt auch Lennox seine Besitzungen zurück. Er nahm 1308 an den Feldzügen von Robert I. in Westschottland teil und besiegelte mit den Brief der schottischen Adligen an den französischen König, den diese während des ersten Parlaments von Robert I. im März 1309 verfassten. 1314 nahm er an der Schlacht von Bannockburn teil. In den nächsten Jahren bezeugte er häufig königliche Urkunden sowie 1320 die  Erklärung von Arbroath an Papst Johannes XXII.

## Belohnung durch Robert I., Unterstützung von David II. und Tod
Robert I. belohnte Lennox zwar mit einer Reihe von Gunstbeweisen, doch nicht besonders reichlich. Er erhielt einen Teil der beschlagnahmten Besitzungen von David Strathbogie, 10. Earl of Atholl in Banffshire. Anfang November 1309 wurde er erblicher Sheriff von Clackmannan und schließlich 1321 Sheriff und Kommandant von Dumbarton Castle, der wichtigsten Burg in Lennox. Nach dem Tod von Robert I. 1329 unterstützte Lennox loyal die Thronfolge von dessen minderjährigen Sohn David II. Während des Zweiten Schottischen Unabhängigkeitskriegs fiel er 1333 in der Schlacht von Halidon Hill.

## Ehe und Nachkommen
Lennox hatte eine Margaret geheiratet, die angeblich eine Schwester eines Earls of Mar war. Mit ihr hatte er mindestens einen Sohn, der sein Erbe wurde:
- Donald, 6. Earl of Lennox († zwischen 1361 und 1364)